# Northeast Division
Northeast Division var ishockeydivision i USA og Canada fra 1993 til 2013. Det var en af de divisioner, der udgjorde Eastern Conference i National Hockey League. Northeast Division blev oprettet i 1993 i forbindelse med en omstrukturering af ligaen som en efterfølger til Adams Division.
Divisionen blev nedlagt i forbindelse med omstruktureringen af ligaen i 2013, hvor samtlige fem hold i Northeast Division blev placeret i Atlantic Division.

## Hold
Northeast Division har gennem historien bestået af mellem 5 og 7 hold, og sammensætningen er flere gange blevet ændret. I de to første sæsoner, 1993-94 og 1994-95, bestod Pacific Division af syv hold, hvoraf de seks stammede fra den nedlagte Adams Division: Boston Bruins, Buffalo Sabres, Hartford Whalers, Montreal Canadiens, Ottawa Senators og Quebec Nordiques. Det sidste hold, Pittsburgh Penguins, havde indtil da spillet i Patrick Division. I 1995 flyttede Quebec Nordiques til Denver og skiftede navn til Colorado Avalanche, og blev derfor flyttet fra Northeast Division til Pacific Division. I 1997 flyttede Hartford Whalers til Greensboro, North Carolina og skiftede navn til Carolina Hurricanes, men holdet forblev i Northeast Division. 
I 1998 blev National Hockey League omorganiseret, hvilket bl.a. betød at ligaen gik fra fire til seks divisioner. I den forbindelse blev Carolina Hurricanes flyttet til Southeast Division, mens Pittsburgh Penguins skiftede til Atlantic Division. Til gengæld modtog Northeast Division Toronto Maple Leafs, der blev overført fra Central Division. 
Herefter forblev divisionssammensætningen uændret i 15 sæsoner, indtil ligaen i 2013 gennemførte en ny realignment, der reducerede antallet af divisioner fra seks til fire. I den forbindelse blev alle fem hold i Northeast Division placeret i den nye Atlantic Division.
| 1993–95 | 1995–97                                                                                              | 1997–98                                                                                                 | 1998–2013                                                                           |
| --- | --- | --- | ----------------------------------------------------------------------------------- |
| Boston Bruins Buffalo Sabres Hartford Whalers Montreal Canadiens Ottawa Senators Pittsburgh Penguins Quebec Nordiques | Boston Bruins Buffalo Sabres Hartford Whalers Montreal Canadiens Ottawa Senators Pittsburgh Penguins | Boston Bruins Buffalo Sabres Carolina Hurricanes Montreal Canadiens Ottawa Senators Pittsburgh Penguins | Boston Bruins Buffalo Sabres Montreal Canadiens Ottawa Senators Toronto Maple Leafs |
| Northeast Division (USA)                                                                                              | Northeast Division (USA)                                                                             | Northeast Division (USA)                                                                                | Northeast Division (USA)                                                            |

## Resultater

### Divisionsmesterskaber
| Antal mesterskaber | Hold                                   | Mesterskabssæsoner                          |
| ------------------ | -------------------------------------- | ------------------------------------------- |
| 5                  | Boston Bruins                          | 2001-02, 2003-04, 2008-09, 2010-11, 2011-12 |
| 4                  | Ottawa Senators                        | 1998-99, 2000-01, 2002-03, 2005-06          |
| 3                  | Pittsburgh Penguins                    | 1993-94, 1995-96, 1997-98                   |
| 3                  | Buffalo Sabres                         | 1996-97, 2006-07, 2009-10                   |
| 2                  | Montreal Canadiens                     | 2007-08, 2012-13                            |
| 1                  | Quebec Nordiques                       | 1994-95                                     |
| 1                  | Toronto Maple Leafs                    | 1999-2000                                   |
| -                  | Hartford Whalers / Carolina Hurricanes |                                             |

### Placeringer
| Hold                                   | 9394         | 9495         | 9596         | 9697         | 9798         | 9899           | 9900           | 0001           | 0102           | 0203           | 0304           | 0405           | 0506           | 0607           | 0708           | 0809           | 0910           | 1011           | 1112           | 1213           |
| -------------------------------------- | ------------ | ------------ | ------------ | ------------ | ------------ | -------------- | -------------- | -------------- | -------------- | -------------- | -------------- | -------------- | -------------- | -------------- | -------------- | -------------- | -------------- | -------------- | -------------- | -------------- |
| Boston Bruins                          | 2            | 3            | 2            | 6            | 2            | 3              | 5              | 4              | 1              | 3              | 1              | -              | 5              | 5              | 3              | 1              | 3              | 1              | 1              | 2              |
| Buffalo Sabres                         | 4            | 4            | 5            | 1            | 3            | 4              | 3              | 2              | 5              | 5              | 5              | -              | 2              | 1              | 4              | 3              | 1              | 3              | 3              | 5              |
| Hartford Whalers / Carolina Hurricanes | 6            | 5            | 4            | 5            | 6            | Southeast Div. | Southeast Div. | Southeast Div. | Southeast Div. | Southeast Div. | Southeast Div. | Southeast Div. | Southeast Div. | Southeast Div. | Southeast Div. | Southeast Div. | Southeast Div. | Southeast Div. | Southeast Div. | Southeast Div. |
| Montreal Canadiens                     | 3            | 6            | 3            | 4            | 4            | 5              | 4              | 5              | 4              | 4              | 4              | -              | 3              | 4              | 1              | 2              | 4              | 2              | 5              | 1              |
| Ottawa Senators                        | 7            | 7            | 6            | 3            | 5            | 1              | 2              | 1              | 3              | 1              | 3              | -              | 1              | 2              | 2              | 4              | 2              | 5              | 2              | 4              |
| Pittsburgh Penguins                    | 1            | 2            | 1            | 2            | 1            | Atlantic Div.  | Atlantic Div.  | Atlantic Div.  | Atlantic Div.  | Atlantic Div.  | Atlantic Div.  | Atlantic Div.  | Atlantic Div.  | Atlantic Div.  | Atlantic Div.  | Atlantic Div.  | Atlantic Div.  | Atlantic Div.  | Atlantic Div.  | Atlantic Div.  |
| Quebec Nordiques                       | 5            | 1            | Pacific Div. | Pacific Div. | Pacific Div. | Northwest Div. | Northwest Div. | Northwest Div. | Northwest Div. | Northwest Div. | Northwest Div. | Northwest Div. | Northwest Div. | Northwest Div. | Northwest Div. | Northwest Div. | Northwest Div. | Northwest Div. | Northwest Div. | Northwest Div. |
| Toronto Maple Leafs                    | Central Div. | Central Div. | Central Div. | Central Div. | Central Div. | 2              | 1              | 3              | 2              | 2              | 2              | -              | 4              | 3              | 5              | 5              | 5              | 4              | 4              | 3              |

### Sæsoner
| Sæson | Vinder Point                            | 2.-plads Point                          | 3.-plads Point                          | 4.-plads Point                          | 5.-plads Point                          | 6.-plads Point                          | 7.-plads Point                          |                                         |
| 1993-94 | Pittsburgh 101                          | Boston 97                               | Montreal 96                             | Buffalo 95                              | Quebec 76                               | Hartford 63                             | Ottawa 37                               |                                         |
| 1994-95 | Quebec 65                               | Pittsburgh 61                           | Boston 57                               | Buffalo 51                              | Hartford 43                             | Montreal 43                             | Ottawa 23                               |                                         |
| 1995-96 | Pittsburgh 102                          | Boston 91                               | Montreal 90                             | Hartford 77                             | Buffalo 73                              | Ottawa 41                               |                                         |                                         |
| 1996-97 | Buffalo 92                              | Pittsburgh 84                           | Ottawa 77                               | Montreal 77                             | Hartford 75                             | Boston 61                               |                                         |                                         |
| 1997-98 | Pittsburgh 98                           | Boston 91                               | Buffalo 89                              | Montreal 87                             | Ottawa 83                               | Carolina 74                             |                                         |                                         |
| 1998-99 | Ottawa 103                              | Toronto 97                              | Boston 91                               | Buffalo 91                              | Montreal 75                             |                                         |                                         |                                         |
| 1999-2000 | Toronto 100                             | Ottawa 95                               | Buffalo 85                              | Montreal 83                             | Boston 73                               |                                         |                                         |                                         |
| 2000-01 | Ottawa 109                              | Buffalo 98                              | Toronto 90                              | Boston 88                               | Montreal 70                             |                                         |                                         |                                         |
| 2001-02 | Boston 101                              | Toronto 100                             | Ottawa 94                               | Montreal 87                             | Buffalo 82                              |                                         |                                         |                                         |
| 2002-03 | Ottawa 113                              | Toronto 98                              | Boston 87                               | Montreal 77                             | Buffalo 72                              |                                         |                                         |                                         |
| 2003-04 | Boston 104                              | Toronto 103                             | Ottawa 102                              | Montreal 93                             | Buffalo 85                              |                                         |                                         |                                         |
| 2004-05 | Sæsonen blev ikke spillet pga. lockout. | Sæsonen blev ikke spillet pga. lockout. | Sæsonen blev ikke spillet pga. lockout. | Sæsonen blev ikke spillet pga. lockout. | Sæsonen blev ikke spillet pga. lockout. | Sæsonen blev ikke spillet pga. lockout. | Sæsonen blev ikke spillet pga. lockout. | Sæsonen blev ikke spillet pga. lockout. |
| 2005-06 | Ottawa 113                              | Buffalo 110                             | Montreal 93                             | Toronto 90                              | Boston 74                               |                                         |                                         |                                         |
| 2006-07 | Buffalo 113                             | Ottawa 105                              | Toronto 91                              | Montreal 90                             | Boston 76                               |                                         |                                         |                                         |
| 2007-08 | Montreal 104                            | Ottawa 94                               | Boston 94                               | Buffalo 90                              | Toronto 83                              |                                         |                                         |                                         |
| 2008-09 | Boston 116                              | Montreal 93                             | Buffalo 91                              | Ottawa 83                               | Toronto 81                              |                                         |                                         |                                         |
| 2009-10 | Buffalo 100                             | Ottawa 94                               | Boston 91                               | Montreal 88                             | Toronto 74                              |                                         |                                         |                                         |
| 2010-11 | Boston† 103                             | Montreal 96                             | Buffalo 96                              | Toronto 85                              | Ottawa 74                               |                                         |                                         |                                         |
| 2011-12 | Boston 102                              | Ottawa 92                               | Buffalo 89                              | Toronto 80                              | Montreal 78                             |                                         |                                         |                                         |
| 2012-13 | Montreal 63                             | Boston 62                               | Toronto 57                              | Ottawa 56                               | Buffalo 48                              |                                         |                                         |                                         |
| - Vinder af Presidents' Trophy og kvalificeret til slutspillet om Stanley Cup. - Kvalificeret til slutspillet om Stanley Cup. - † Vinder af Stanley Cup. |                                         |                                         |                                         |                                         |                                         |                                         |                                         |                                         |